# Mitterlind
Mitterlind ist ein Gemeindeteil der Gemeinde Mehlmeisel im Landkreis Bayreuth (Oberfranken, Bayern). Mitterlind liegt in der Gemarkung Mehlmeisel. Zum Gemeindeteil zählt die Bärnmühle.

## Geografie
Mitter- und Oberlind bilden eine Streusiedlung an der Fichtelnaab. Im Osten steigt das Gelände zum Grasberg (624 m ü. NHN) und Oberberg (649 m ü. NHN) an, beides Erhebungen des Fichtelgebirges, die inmitten des Waldgebiets Spinniglohe sind. Die Staatsstraße 2181 führt nach Fichtelberg (1,5 km nördlich) bzw. nach Unterlind (1,5 km südöstlich).

## Geschichte
Der Ort wurde 1693 als „Mitterlind“ erstmals schriftlich erwähnt und stand in enger Verbindung mit Oberlind, das 1504 verwüstet und erst 1614 wieder errichtet wurde. Ober- und Mitterlind unterstanden der Gutsherrschaft Ebnath-Schwarzenreuth der Herren von Hirschberg. Es gab acht Anwesen (2 je 1⁄7 Hoffuß, 1 zu 1⁄10, 1 zu 1⁄8, 3 je 1⁄16 und 1 zu 1⁄20).
Infolge des Ersten Gemeindeedikts wurde Mitterlind dem 1812 gebildeten Steuerdistrikt Mehlmeisel und der Ruralgemeinde Mehlmeisel zugewiesen.

### Einwohnerentwicklung
| Jahr      | 001819 | 001824 | 001861 | 001871 | 001885 | 001900 | 001925 | 001950 | 001961 | 001970 | 001987 |
| Einwohner | 52     | 60     | 99     | 106    | 99     | 118    | 125    | 148    | 128    | 125    | 106    |
| Häuser    |        | 9      |        |        | 15     | 17     | 21     | 22     | 24     |        | 37     |
| Quelle    | [ 10 ] | [ 7 ]  | [ 11 ] | [ 12 ] | [ 13 ] | [ 14 ] | [ 15 ] | [ 16 ] | [ 17 ] | [ 18 ] | [ 1 ]  |

## Religion
Mitterlind ist katholisch geprägt und war ursprünglich nach St. Ägidius (Ebnath) gepfarrt. Seit 1907 ist die Pfarrei St. Johannes Baptist (Mehlmeisel) zuständig.